# Menominee (Michigan)
Menominee é uma cidade localizada no estado americano de Michigan, no Condado de Menominee.

## Demografia
Segundo o censo americano de 2000, a sua população era de 9131 habitantes.
Em 2006, foi estimada uma população de 8604, um decréscimo de 527 (-5.8%).

## Geografia
De acordo com o United States Census Bureau tem uma área de
14,2 km², dos quais 13,4 km² cobertos por terra e 0,8 km² cobertos por água.

## Localidades na vizinhança
O diagrama seguinte representa as localidades num raio de 36 km ao redor de Menominee.